# Jan Tomaszewski
Jan Tomaszewski (* 9. Januar 1948 in Breslau, Polen) ist ein ehemaliger polnischer Fußballspieler, und Politiker. Er war Torwart der Fußballnationalmannschaft Polens, die bei der Weltmeisterschaft 1974 in der Bundesrepublik Deutschland den 3. Platz erreichte.

## Fußballkarriere
Tomaszewski, der die für einen Torwart ungewöhnliche Rückennummer „2“ trug, gehörte zusammen mit Kazimierz Deyna, Grzegorz Lato und Andrzej Szarmach zur Stammbesetzung des erfolgreichsten Nationalteams in der polnischen Fußballgeschichte.
Unter seinen Landsleuten wurde er wegen seiner Leistung im entscheidenden Qualifikationsspiel zur Fußballweltmeisterschaft 1974 am 17. Oktober 1973 in London als „Held von Wembley“ verehrt, weil er beim 1:1 seiner Mannschaft gegen England mehr als zwei Dutzend Schüsse auf sein Tor parierte und nur durch einen Foulelfmeter bezwungen werden konnte. Auf diese Weise trug er maßgeblich zur ersten Qualifikation einer polnischen Mannschaft für eine WM-Endrunde seit 1938 bei, während England, der Weltmeister von 1966, zu Hause bleiben musste.
In der „Wasserschlacht von Frankfurt“ vom 3. Juli 1974 zwischen der Bundesrepublik Deutschland und Polen im Frankfurter Waldstadion hielt er einen von Uli Hoeneß getretenen Strafstoß, konnte aber die 0:1-Niederlage seiner Mannschaft durch ein Tor von Gerd Müller nicht verhindern.
Bereits zuvor hatte er im Spiel gegen Schweden einen Elfmeter von Staffan Tapper pariert. Er war somit der erste Torhüter in der WM-Geschichte, der während eines Turniers zwei Elfmeter halten konnte.
Tomaszewski absolvierte insgesamt 11 WM-Spiele (7 in Deutschland 1974, 4 in Argentinien 1978). Insgesamt stand er bei 63 Länderspielen im polnischen Tor. Er beendete seine aktive Karriere 1984. Anschließend war er als Torwarttrainer, Vereinsfunktionär und Fernsehkommentator aktiv.

## Politische Positionen
2011 zog es ihn in die Politik. Die von Jarosław Kaczyński geführte Partei Recht und Gerechtigkeit (PiS) setzte Tomaszewski für die Parlamentswahlen im selben Jahr auf einen sicheren Listenplatz. Als Abgeordneter trat er dem Sportausschuss des Sejms bei. Vor der Fußball-Europameisterschaft 2012 prangerte er die Verschwendung von Steuergeldern beim Bau der Stadien an.
Auch kritisierte er, dass Nationaltrainer Franciszek Smuda Spieler in die Nationalelf berief, die nicht in Polen aufgewachsen sind und kaum oder überhaupt nicht Polnisch sprachen, die aber mit der Begründung, zu ihren Vorfahren gehörten Polen, im Schnellverfahren eingebürgert worden sind. „Das ist keine typische polnische Mannschaft mehr, sondern der Mülleimer Europas“, sagte er mit Hinblick auf die Spieler Polanski, Boenisch, Obraniak und Perquis, die in den U-Nationalmannschaften Deutschlands bzw. Frankreichs gespielt hatten.
2013 zog er Kritik der liberalen und links orientierten polnischen Medien mit der Äußerung auf sich, dass er „Homosexuelle nie akzeptieren“ werde. Er wünsche sich dazu eine Gesetzgebung „wie In Russland“.
Im Juli 2014 verließ Tomaszewski die PiS-Fraktion im Sejm. Er kam auf diese Weise nach Angaben von Parteichef Jarosław Kaczyński dem Ausschluss aus der Fraktion vor. Kaczyński führte an, Tomaszewski habe in der Debatte über Sanktionen gegen Moskau wegen des militärischen Konfliktes in der Ukraine eine „Pro-Putin-Position“ vertreten: Er habe sich gegen einen Boykott der Fußball-Weltmeisterschaft 2018 in Russland ausgesprochen, durch den der russische Staatspräsident Wladimir Putin zum Einlenken in dem Konflikt gebracht werden solle.